# Polèmica pels processos d'estabilització de la Generalitat de Catalunya
La polèmica pels processos d'estabilització de la Generalitat de Catalunya tingué lloc a Catalunya l'abril de 2023 degut a les irregularitats a les oposicions, les més importants de l'última dècada i havien de servir per estabilitzar plantilles de funcionariat, en les què nes 13.500 persones s'havien inscrit per cobrir 1.825 places. 

### La polèmica
El 29 d'abril de 2023 saltà la polèmica pel caos generat en els processos d'estabilització de places de funcionaris de la Generalitat de Catalunya a causa del caos en l'organització dels exàmens d'aquell mateix dissabte. Al llarg de la realització d'aquells exàmens es notificaren nombroses irregularitats, passant per retards en les proves, fet que provocaria que no totes les persones examinades comencessin els exàmens al mateix moment, també les deficiències logístiques davant la falta d'accés als lavabos de les instal·lacions, la cafeteria, i les insuficients aules disponibles per a realitzar les proves. A més s'hi sumà el poc control del personal vigilant de les proves el qual permeté l'entrada i sortida de persones que s'examinaven al llarg de la jornada o que diverses examinants haguessin de realitzar les proves assegudes en escales o col·locant els fulls d'examen sobre una paperera per falta de taules disponibles, a més de persones que per falta d'espai completaren els exàmens cara a cara, entre nombroses d'altres denúncies. També es notificà el retard en la recepció dels exàmens o errors en la distribució. L'oposició en ple al Parlament de Catalunya demanà explicacions al govern per l'organització de les proves.
Laura Vilagrà, llavors consellera de la Presidència, i encarregada de projectes com la Taula de diàleg, els Jocs Olímpics d'Hivern de 2030 entre d'altres, fou la portaveu del govern en aquella polèmica, i hagué de sortir a donar explicacions sobre per què la Generalitat de Catalunya externalitzà les proves d'estabilització del funcionariat de la Generalitat de Catalunya. El contracte d'externalització, però fou firmat per Núria Cuenca Leon, secretària general del Departament de la Presidència, i Francisco Javier Muñoz Jimenez, en nom i representació de l'empresa Cegos España Learning & Development, amb un contracte adjudicat el novembre i firmat el desembre de l'any 2022. Per acord de Govern, del 2 d’agost de 2022, es va autoritzar a realitzar despeses amb càrrec a pressupostos d’exercici futurs del Departament de la Presidència la contractació de diversos serveis per a la realització dels múltiples processos selectius que hauria de gestionar la Direcció General de Funció Pública, pels imports de 59.906,28 euros l'any 2022, 718.875,33 euros l'any 2023, i 718.875,33 euros l'any 2024, amb un total de 1.497.656,94 euros. Adjudicant a l'empresa Cegos España Learning & Development, les proves amb les condicions d'acord amb les característiques i les condicions que s'encarreguessin de la impressió dels quadernets, l'elaboració i impressió dels fulls de codis de barres, l'elaboració i impressió dels fulls de resposta autocopiatius, de la preparació de sobres etiquetats, la preparació de les caixes etiquetades, transport i entrega dels materials a les diferents ubicacions, la recollida dels fulls de resposta i els quadernets dels exercicis, lectura òptica dels fulls de resposta i obtenció i lliurament dels resultats a l’OSP/SGS, destrucció dels quadernets dels exercicis de cadascuna de les proves ja realitzades, i la vigilància i supervisió dels exàmens. Funció Pública de la Generalitat de Catalunya, però no supervisà les condicions i si es complien els requisits del contracte. Cegos va cercar personal amb anunci en una ETT, concretament Randstad, el qual tan sols va rebre una formació ràpida de 90 minuts.
Marta Martorell, directora general de Funció Pública, fou rellevada en el càrrec, i seria substituïda per Anna Maria Molina immediatament. El Govern anuncià també que s'haurien de repetir totes les proves d’estabilització de plantilles, en una compareixença posterior a reunir-se amb els representants sindicals de CCOO, UGT i IAC-CATA. També s'anuncià que el govern rescindiria el contracte amb l’empresa encarregada de l’organització de les proves, Cegos, les proves anunciades es realitzarien amb mitjans propis, i les persones afectades serien indemnitzades. L'empresa Cegos per la seva banda assegurà que el govern no va facilitar les condicions adients per poder fer els exàmens, que a la meitat de les aules hi havia més convocants del que corresponia i que hi va haver molts retards en l'entrega de les proves, que no es va disposar dels espais adequats, assignar i distribuir els candidats a les aules i, finalment, elaborar el material dels exàmens, és a dir, els quaderns de preguntes i els fulls de respostes. A més, explicaren que la consellera Vilagrà, no els havia comunicat formalment la rescissió del contracte.
La data anunciada per la repetició dels exàmens seria l'1 de juliol pels Agents Rurals, execució penitenciària, i laborals transversals, mentre que el 8 de juliol es repetiria l'examen de la resta de funcionaris.